# Shunt artério-veineux
 (juin 2016).
Si vous disposez d'ouvrages ou d'articles de référence ou si vous connaissez des sites web de qualité traitant du thème abordé ici, merci de compléter l'article en donnant les références utiles à sa vérifiabilité et en les liant à la section « Notes et références ».
Pour les articles homonymes, voir Shunt.
Un shunt artério-veineux constitue un court-circuit anormal permettant le passage de sang des artères vers les veines. Ce sens est dû à la pression plus faible dans le sang veineux.
On le retrouve dans la persistance du canal artériel.